# Corydoras ephippifer
Corydoras ephippifer Nijssen, 1972 è un pesce d'acqua dolce, appartenente alla famiglia Callichthyidae.

## Distribuzione e habitat
È endemico del Brasile; proviene da Amapá, dove è comune negli affluenti dell'Amapari.

## Descrizione
Il corpo è allungato e leggermente compresso sull'addome; la lunghezza massima registrata è di 4,9 cm. Somiglia a diversi altri Corydoras come C. brevirostris e C. agassizii.

## Biologia

### Comportamento
Forma piccoli gruppi.

### Alimentazione
Ha dieta onnivora.

## Acquariofilia
Può essere allevato in acquario, ma non è una specie particolarmente comune.